# Skärmning

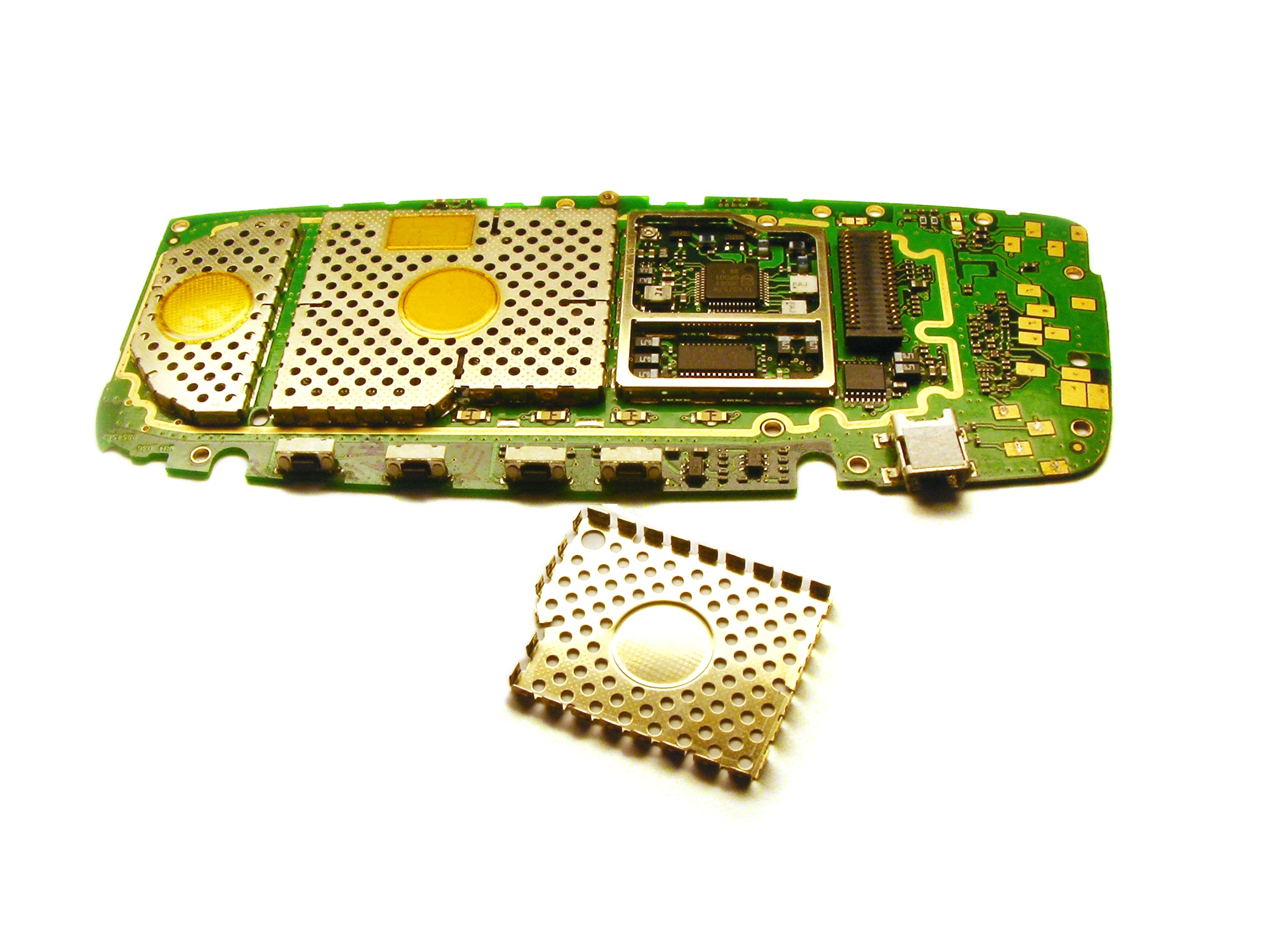
Skärmning inuti en mobiltelefon.

Skärmning eller elektromagnetisk avskärmning (EMF) innebär inom elektrotekniken att minska det elektromagnetiska fältet i ett utrymme genom att blockera fältet med barriärer bestående av ledande eller magnetiska material. Detta syftar till att undvika oönskad elektromagnetisk påverkan från omgivningen, samt att minska påverkan på omgivningen.
Skärmning är vanligen förekommande i elektriska apparater och i elkablar, där det är ett komplement till kabelisoleringen. EMF-skärmning tjänar till att minimera elektromagnetiska störningar. Skärmningen kan minska kopplingen av radiovågor, elektromagnetiska fält och elektrostatiska fält. En ledande hölje som används för att blockera elektrostatiska fält är också känd som en Faradays bur. Mängden reduktion beror mycket på materialet som används, dess tjocklek, storleken på den skärmade volymen och frekvensen av intressefälten och storleken, formen och orienteringen av hål i en skärm till ett infallande elektromagnetiskt fält.

## Använda material

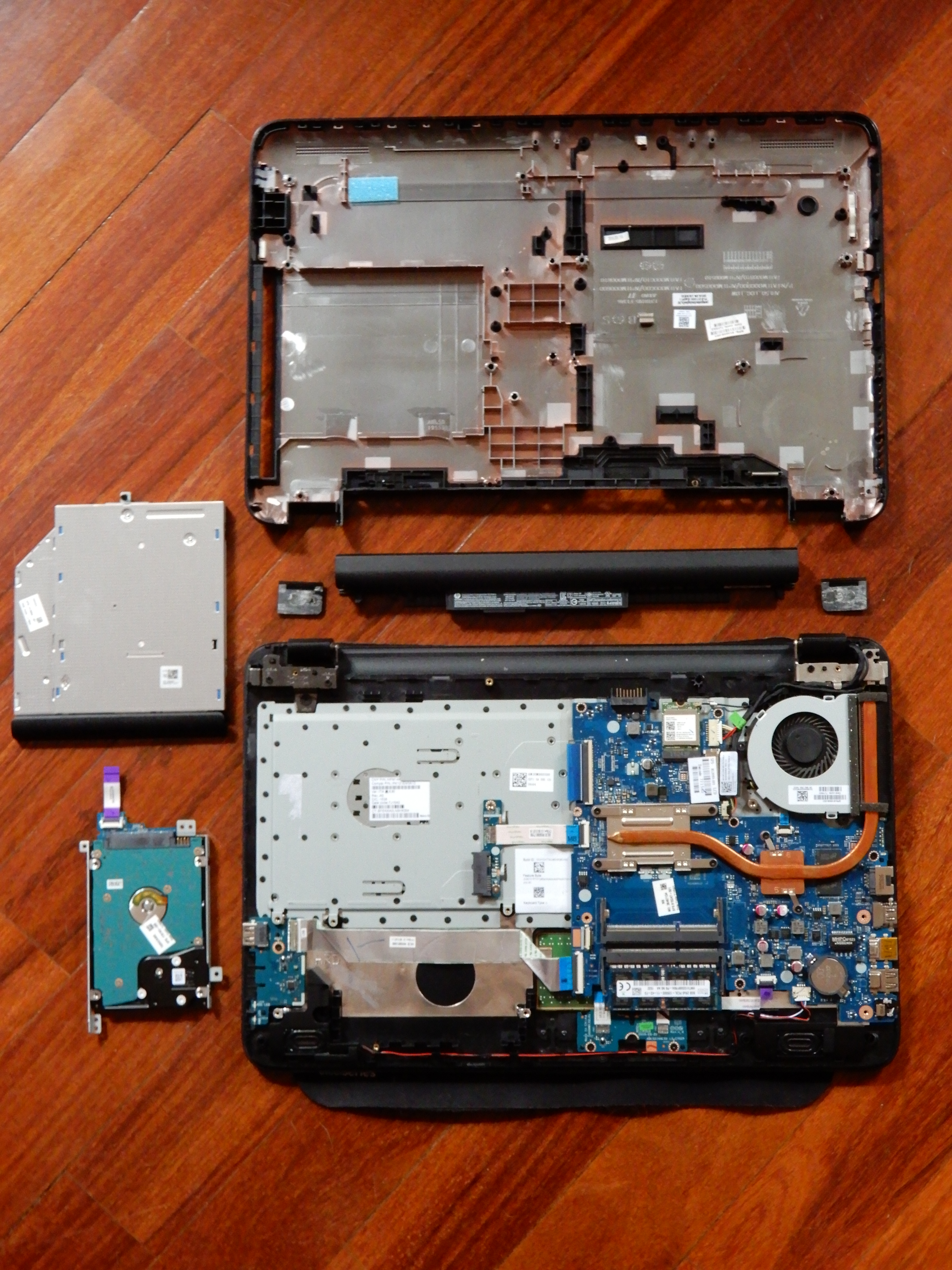
Ett laptopfodral med synlig kopparelektromagnetisk interferens (EMI) beläggningssköld på insidan. Sådana beläggningar avsätts vanligtvis genom användning av strömlös plätering. Den tillämpas både på hushållsapparater och medicinsk utrustning.

Typiska material som används för elektromagnetisk skärmning är tunt lager av metall, plåt, metallskärm eller metallskum. Vanliga plåtar för skärmning är koppar, mässing, nickel, silver, stål och tenn. Skärmningseffektiviteten, det vill säga hur väl en skärm reflekterar eller absorberar/undertrycker elektromagnetisk strålning, påverkas av metallens fysikaliska egenskaper. Dessa kan vara konduktivitet, lödbarhet, permeabilitet, tjocklek och vikt. En metalls egenskaper är en viktig faktor vid materialval. Till exempel reflekteras elektriskt dominerande vågor av starkt ledande metaller som koppar, silver och mässing, medan magnetiskt dominerande vågor absorberas/undertrycks av en mindre ledande metall som stål eller rostfritt stål. Vidare måste eventuella hål i skölden eller nätet vara betydligt mindre än våglängden för den strålning som hålls utanför, annars kommer höljet inte effektivt att närma sig en obruten ledande yta.
En annan vanlig skärmningsmetod, speciellt med elektroniska varor inrymda i plasthöljen, är att belägga insidan av höljet med metallbläck eller liknande material. Bläcket består av ett bärarmaterial laddat med en lämplig metall, typiskt koppar eller nickel, i form av mycket små partiklar. Det sprutas på höljet och, när det är torrt, producerar det ett kontinuerligt ledande metallskikt, som kan anslutas elektriskt till utrustningens chassijord, vilket ger effektiv avskärmning.
Elektromagnetisk avskärmning är processen att sänka det elektromagnetiska fältet i ett område genom att barrikadera det med ledande eller magnetiskt material. Koppar används för radiofrekvent (RF) skärmning eftersom den absorberar radio och andra elektromagnetiska vågor. Korrekt utformade och konstruerade RF-skärmande kapslingar tillfredsställer de flesta RF-skärmningsbehov, från dator- och elektriska kopplingsrum till sjukhus CAT-scan och MRI-anläggningar.
EMI-skärmning (elektromagnetisk interferens) är av stort forskningsintresse och flera nya typer av nanokompositer gjorda av ferriter, polymerer och 2D-material utvecklas för att erhålla effektivare RF/mikrovågsabsorberande material (MAM). EMI-skärmning uppnås ofta genom strömlös plätering med koppar eftersom de flesta populära plasterna är icke-ledande eller genom speciell ledande färg.

## Exempel på tillämpningar

En koaxialkabel i genomskärning. 1 är ledaren och 3 är skärmningen.

Ett exempel är en skärmad kabel, som har elektromagnetisk skärmning i form av ett trådnät som omger en inre kärnledare. Skärmningen hindrar utsläpp av signaler från kärnledaren och förhindrar också att signaler läggs till kärnledaren. Vissa kablar har två separata koaxialskärmar, en ansluten i båda ändar, den andra endast i ena änden, för att maximera avskärmningen av både elektromagnetiska och elektrostatiska fält.
Dörren till en mikrovågsugn har en skärm inbyggd i fönstret. Ur mikrovågsperspektiv (med våglängder på 12 cm) avslutar denna skärm en Faraday-bur som bildas av ugnens metallhölje. Synligt ljus, med våglängder som sträcker sig mellan 400 nm och 700 nm, passerar lätt genom skärmhålen.
RF-skärmning används också för att förhindra åtkomst till data som lagras på RFID-chips inbäddade i olika enheter, såsom biometriska pass.
Nato specificerar elektromagnetisk avskärmning för datorer och tangentbord för att förhindra passiv övervakning av tangentbordsutsläpp som skulle göra det möjligt att fånga lösenord. Konsumenttangentbord erbjuder av kostnadsskäl inte detta skydd.
RF-skärmning används också för att skydda medicinsk utrustning och laboratorieutrustning för att ge skydd mot störande signaler, inklusive AM, FM, TV, räddningstjänst, utskick, personsökare, ESMR, mobil och PCS. Den kan också användas för att skydda utrustningen vid AM-, FM- eller TV-sändningsanläggningar.
Ett annat exempel på praktisk användning av elektromagnetisk skärmning skulle vara försvarstillämpningar. I takt med att tekniken förbättras, ökar också känsligheten för olika typer av oönskad elektromagnetisk störning. Sättet att kapsla en kabel inuti en jordad ledande barriär kan minska dessa risker.

## Magnetisk skärmning
Utrustning kräver ibland isolering från externa magnetfält. För statiska eller långsamt varierande magnetfält (under cirka 100 kHz) är den ovan beskrivna Faradayskärmningen ineffektiv. I dessa fall kan sköldar gjorda av metallegeringar med hög magnetisk permeabilitet användas, såsom ark av permalloy och mymetall eller med ferromagnetiska metallbeläggningar med nanokristallin kornstruktur. Dessa material blockerar inte magnetfältet, som med elektrisk skärmning, utan drar snarare in fältet i sig själva, vilket ger en väg för magnetfältslinjerna runt den skärmade volymen. Den bästa formen för magnetiska skärmar är således en sluten behållare som omger den skärmade volymen. Effektiviteten av denna typ av skärmning beror på materialets permeabilitet, som i allmänhet sjunker vid både mycket låga magnetiska fältstyrkor och höga fältstyrkor där materialet blir mättat. Därför, för att uppnå låga restfält, består magnetiska sköldar ofta av flera höljen, den ena inuti den andra, som var och en successivt minskar fältet inuti den. Ingångshål i skärmytor kan försämra deras prestanda avsevärt.
På grund av ovanstående begränsningar för passiv avskärmning, är aktiv avskärmning ett alternativ, som används vid statiska eller lågfrekventa fält, där ett fält som skapas av elektromagneter upphäver det omgivande fältet inom en volym. Solenoider och Helmholtzspolar är typer av spolar som kan användas för detta ändamål, såväl som mer komplexa trådmönster utformade med metoder anpassade från de som används i spoldesign för magnetisk resonansavbildning. Aktiva skärmar kan också utformas för att ta hänsyn till den elektromagnetiska kopplingen med passiva skärmar, som kallas hybridskärmning, så att det finns bredbandsskärmning från den passiva skärmen och ytterligare annullering av specifika komponenter med det aktiva systemet.
Dessutom kan supraledande material driva ut magnetiska fält via Meissnereffekten.